# Ligne verticale
La ligne verticale ‹ ˈ › et la ligne verticale basse ‹ ˌ › sont des signes de l’alphabet phonétique international indiquant l’accent tonique d’une syllabe. La ligne verticale (haute) indique un accent tonique primaire et la ligne verticale basse indique un accent tonique secondaire.

## Utilisation
La ligne verticale et la ligne verticale basse sont déjà utilisées dans la transcription phonétique Dania présentée par Otto Jespersen en 1890.
La ligne verticale et la ligne verticale basse sont des symboles de l’alphabet phonétique international adopté en 1927 à la suite des recommandations de la conférence de Copenhague. La barre verticale, placée devant la syllabe tonique [əˈtempt, biˈhaind], remplace alors l’accent aigu, placé après la syllabe tonique [ətemptˊ, bihaindˊ] ; ce dernier étant, à l’époque, utilisé dans plusieurs dictionnaires mais placé après la voyelle de la syllabe tonique.